# Steve Rubanguka
Steve Rubanguka (Cyangugu, 14 ottobre 1996) è un calciatore ruandese, centrocampista dell'Al-Nojoom e della nazionale ruandese.

## Carriera

### Club
Ha iniziato la carriera giocando in vari club belgi, tutti tra la terza e la quarta divisione. Nell'estate del 2020 si è trasferito al Karaïskakīs, club della seconda divisione greca.

### Nazionale
Il 24 marzo 2021 esordisce con la nazionale ruandese giocando l'incontro di qualificazione per la Coppa d'Africa 2021 vinto 1-0 contro il Mozambico.

## Statistiche

### Cronologia presenze e reti in nazionale
| Cronologia completa delle presenze e delle reti in nazionale ― Ruanda | Cronologia completa delle presenze e delle reti in nazionale ― Ruanda | Cronologia completa delle presenze e delle reti in nazionale ― Ruanda | Cronologia completa delle presenze e delle reti in nazionale ― Ruanda | Cronologia completa delle presenze e delle reti in nazionale ― Ruanda | Cronologia completa delle presenze e delle reti in nazionale ― Ruanda | Cronologia completa delle presenze e delle reti in nazionale ― Ruanda | Cronologia completa delle presenze e delle reti in nazionale ― Ruanda |
| Data                                                                  | Città                                                                 | In casa                                                               | Risultato                                                             | Ospiti                                                                | Competizione                                                          | Reti                                                                  | Note                                                                  |
| --------------------------------------------------------------------- | --------------------------------------------------------------------- | --------------------------------------------------------------------- | --------------------------------------------------------------------- | --------------------------------------------------------------------- | --------------------------------------------------------------------- | --------------------------------------------------------------------- | --------------------------------------------------------------------- |
| 24-3-2021                                                             | Kigali                                                                | Ruanda                                                                | 1 – 0                                                                 | Mozambico                                                             | Qual. Coppa d'Africa 2021                                             | -                                                                     | 45+1’                                                                 |
| 29-3-2022                                                             | Berrechid                                                             | Ruanda                                                                | 0 – 0                                                                 | Guinea Equatoriale                                                    | Amichevole                                                            | -                                                                     | 66’                                                                   |
| 29-3-2023                                                             | Kigali                                                                | Ruanda                                                                | 0 – 3                                                                 | Benin                                                                 | Qual. Coppa d'Africa 2023                                             | -                                                                     | 19’ 46’                                                               |
| 18-6-2023                                                             | Huye                                                                  | Ruanda                                                                | 0 – 2                                                                 | Mozambico                                                             | Qual. Coppa d'Africa 2023                                             | -                                                                     | 67’                                                                   |
| 22-3-2024                                                             | Antananarivo                                                          | Botswana                                                              | 0 – 0                                                                 | Ruanda                                                                | Amichevole                                                            | -                                                                     | 33’                                                                   |
| 25-3-2024                                                             | Antananarivo                                                          | Madagascar                                                            | 0 – 2                                                                 | Ruanda                                                                | Amichevole                                                            | -                                                                     |                                                                       |
| 6-6-2024                                                              | Abidjan                                                               | Benin                                                                 | 1 – 0                                                                 | Ruanda                                                                | Qual. Mondiali 2026                                                   | -                                                                     | 68’                                                                   |
| 4-9-2024                                                              | Tripoli                                                               | Libia                                                                 | 1 – 1                                                                 | Ruanda                                                                | Qual. Coppa d'Africa 2025                                             | -                                                                     | 65’                                                                   |
| 11-10-2024                                                            | Abidjan                                                               | Benin                                                                 | 3 – 0                                                                 | Ruanda                                                                | Qual. Coppa d'Africa 2025                                             | -                                                                     | 73’                                                                   |
| 15-10-2024                                                            | Kigali                                                                | Ruanda                                                                | 2 – 1                                                                 | Benin                                                                 | Qual. Coppa d'Africa 2025                                             | -                                                                     | 83’                                                                   |
| 14-11-2024                                                            | Kigali                                                                | Ruanda                                                                | 0 – 1                                                                 | Libia                                                                 | Qual. Coppa d'Africa 2025                                             | -                                                                     | 90+3’                                                                 |
| 18-11-2024                                                            | Uyo                                                                   | Nigeria                                                               | 1 – 2                                                                 | Ruanda                                                                | Qual. Coppa d'Africa 2025                                             | -                                                                     | 90’                                                                   |
| Totale                                                                |                                                                       | Presenze                                                              | 12                                                                    |                                                                       | Reti                                                                  | 0                                                                     |                                                                       |